# Opius pulicariae
Opius pulicariae är en stekelart som beskrevs av Fischer 1969. Opius pulicariae ingår i släktet Opius och familjen bracksteklar. Inga underarter finns listade i Catalogue of Life.